# Navrhování měst
Navrhování měst či urbánní design je proces navrhování a tvarování fyzických funkcí měst či menších obcí a plánování poskytování obecních služeb obyvatelům a návštěvníkům. Na rozdíl od architektury, která se zaměřuje na návrh jednotlivých budov, se (navrhování měst) zabývá větším počtem skupin budov, ulic a veřejných prostranství, celých čtvrtí, okresů a celých měst s cílem učinit městské oblasti funkční, atraktivní a udržitelné.